# Harrow (Londres)
Harrow é uma área no bairro londrino de Harrow , no noroeste de Londres. É um bairro situado a 12,2 milhas (16,4 km) a noroeste de Charing Cross.

## Etimologia
o nome vem do Inglês Antigo, Harrow =  hearg = "(pagãos) do templo ", que foi, provavelmente, na colina de Harrow, onde a Igreja de Santa Maria está hoje. O nome foi estudado detalhadamente por Keith Briggs.